# Državno tajništvo
Državno tajništvo (lat. Secretarius Status) je eden od dikasterijev Rimske kurije in predstavlja osrednji organ Svetega sedeža, ki mu načeluje državni tajnik (kardinal). Obsegal je okoli 120 oseb, od tega 15 žensk (posvetnih in redovnic). Naloga državnega tajništva je usklajevanje cerkvenih zadev med papežem, svetom in ostalimi organi Rimske kurije.
Po reformi Rimske kurije, ki je leta 2022 izvedel papež Frančišek, je bilo državno tajništvo razdeljeno na:
- sektor za splošne zadeve
- sektor za odnose z državami in mednarodnimi organizacijami
- sektor za diplomatski zbor Svetega sedeža